# Дуб черешчатий (Херсон, вул. Преображенська)

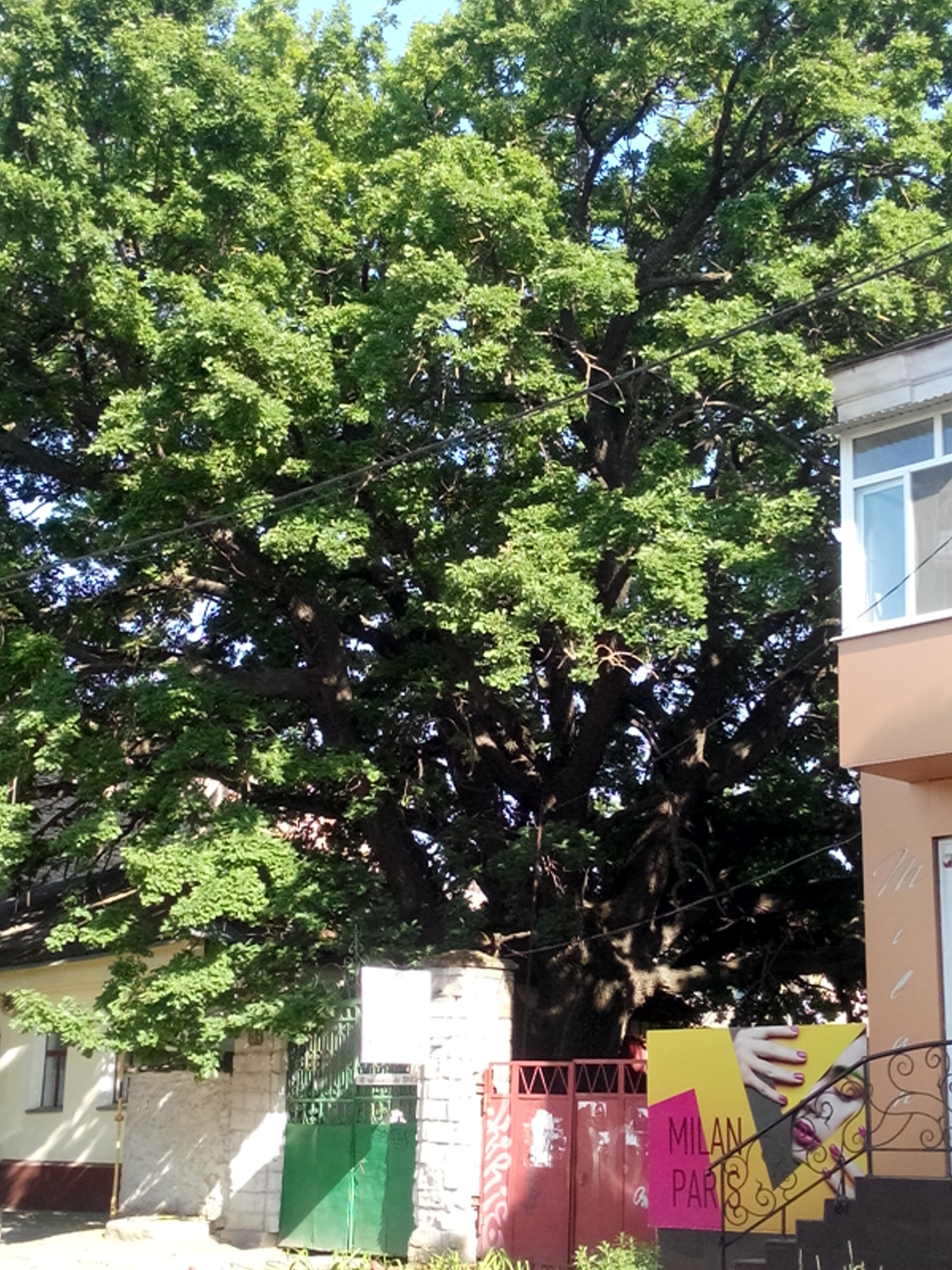
Дуб черешчатий, Херсон, вул. Преображенська, 31

Дуб звичайний — дуб черешчатий або звичайний (Quercus robur L.). Ботанічна пам'ятка природи місцевого значення. Росте у місті Херсоні на приватній території в районі житлових будинків по вулиці Преображенська, 31. Створено рішенням обласного виконкому від 04.12.1975 № 651/24. Дерево знаходиться у віданні ЖЕУ-2 міськжитло-комунгоспу.

## Рекреаційна цінність об'єкта
Дана пам'ятка природи розташована на приватному подвір'ї, що не дає змоги відвідувати її широкій громаді, і має рекреаційне навантаження тільки для мешканців приватного подвір'я.

## Сучасний стан
Дуб росте на приватному подвір'ї. Ґрунт навколо нього, а також прикореневі кільця заасфальтовані, тому дерево не отримує необхідну кількість кисню, коренева система через це порушена. Діаметр крон 35 метрів, троє людей можуть охопити цей дуб. Відсутні інформаційні знаки.